# Lieusaint (Seine-et-Marne)

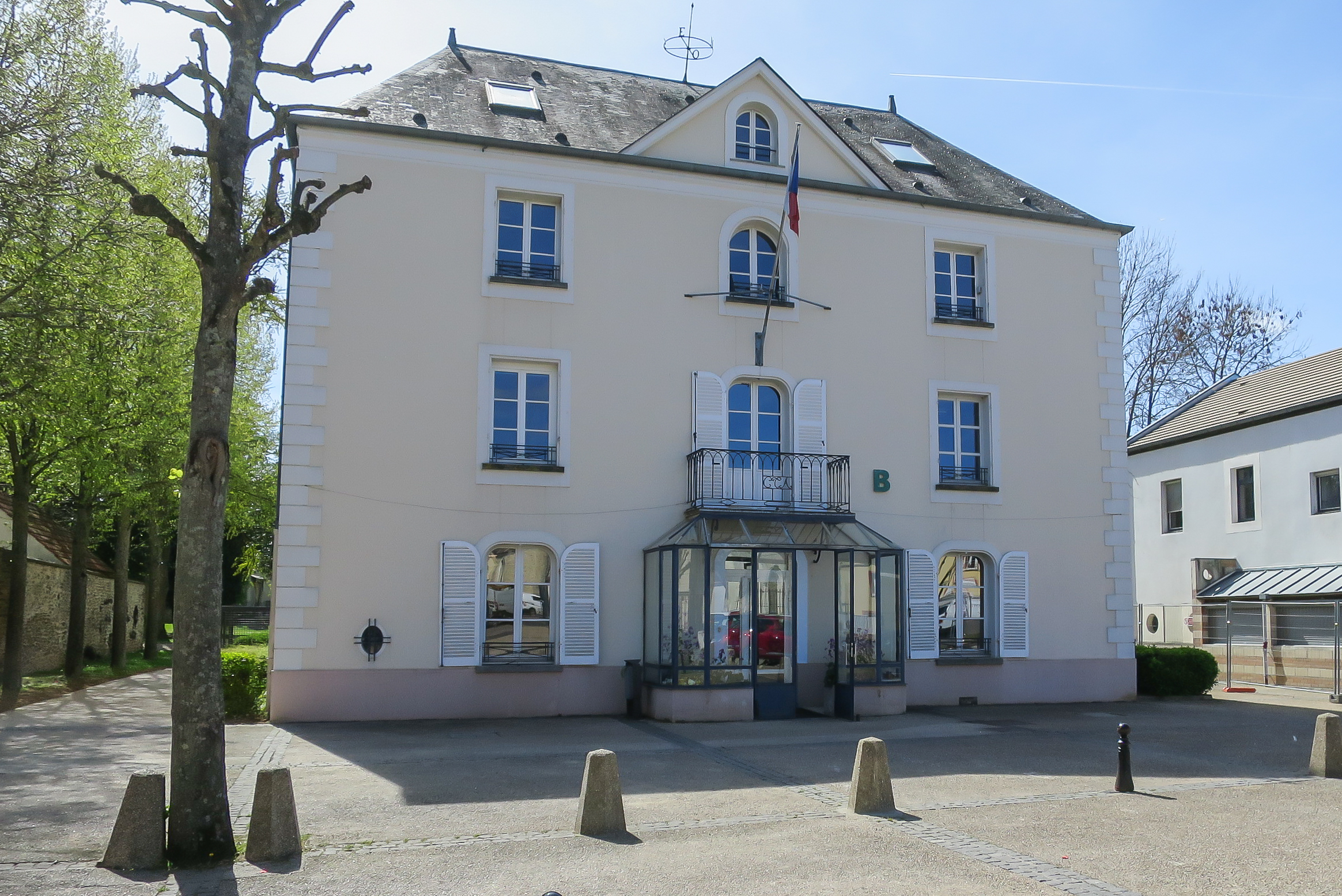
Hotel von Lieusaint

Lieusaint ist eine französische Gemeinde mit 14.096 Einwohnern (Stand 1. Januar 2022) im Département Seine-et-Marne in der Region Île-de-France etwa 33 Kilometer südsüdöstlich von Paris. Die Einwohner der Gemeinde nennen sich Lieusaintais.

## Verkehr
Lieusaint ist an die RER D angebunden. Durch die Gemeinde führt ferner die Autoroute A5 sowie die Francilienne.

## Geographie
Lieusaint wird umgeben von den Nachbargemeinden Combs-la-Ville im Norden, Moissy-Cramayel im Osten, Savigny-le-Temple im Süden, Saint-Pierre-du-Perray im Westen und Tigery im Nordwesten.
Nördlich der Gemeinde liegt der Forêt de Sénart.

## Bevölkerungsentwicklung
| 1962 | 1968 | 1975 | 1982 | 1990  | 1999  | 2006  | 2011   |
| ---- | ---- | ---- | ---- | ----- | ----- | ----- | ------ |
| 720  | 800  | 657  | 510  | 5.200 | 6.365 | 9.355 | 10.441 |

## Sehenswürdigkeiten
- Théâtre de la Mezzanine, 1979 eingerichtetes Theater

Siehe auch: Liste der Monuments historiques in Lieusaint (Seine-et-Marne)

## Partnerstädte
- Mederdra, Mauretanien, seit 1987
- Blomberg, Nordrhein-Westfalen, Deutschland, seit 2009

## Persönlichkeiten
- Denis Chabroullet (* 1953), Regisseur